# Kimura (comics)
Pour les articles homonymes, voir Kimura.
Kimura est une super-vilaine appartenant à l'univers de Marvel Comics. Créée par les scénaristes Craig Kyle, Christopher Yost et le dessinateur Paco Medina, elle apparaît pour la première fois dans le comic book New X-Men #31 en 2006. En France, elle apparaît pour la première fois dans X-Men no 128 de 2007. Kimura est considérée comme la némésis de X-23,.

## Historique des publications
En 2006, Kimura apparaît pour la première fois dans New X-Men #31. L'année suivante, elle joue un rôle important dans l'histoire "Mercury Falling" de New X-Men #33-34 et #36. La même année, elle est présente dans les numéros 1, 4 et 5 de X-23: Target X. Comme d'autres mutants, elle a une fiche descriptive dans le one-shot X-Men: Messiah Complex - Mutant Files. En 2009, Kimura apparaît dans les numéros 2 à 6 de Astonishing Tales: Wolverine/Punisher, 2 à 6 de Astonishing Tales et 18 à 20 de X-Force. Elle a son article dans le 
Official Handbook of the Marvel Universe A to Z HC vol. 06 - Harald Jaekelsson to Maelstrom.

## Biographie du personnage
Surnommée Kimura, elle est née d'un père alcoolique et d'une mère négligente. Sa scolarité est difficile, et elle est ensuite élevée par sa grand-mère. À la mort de cette dernière, Kimura rencontre des agents de la Facility. Elle subit une procédure expérimentale qui fit d'elle une femme indestructible. Elle utilise ce pouvoir pour se venger de tous ceux qui l'avaient blessé durant son enfance. Au sein de la Facility, elle devient la gardienne sadique de la mutante Laura Kinney / X-23, la fille et clone féminin du X-Men Wolverine,,.
Quand X-23 s'échappe, elle reçoit pour mission de la traquer et d’éliminer tous ceux qui rencontrent la fugitive. Elle retrouve sa piste à San Francisco, où Laura vit chez sa tante Debbie et sa cousine Megan. La fille de Wolverine laisse l'assassin pour morte, dans l'explosion d'une conduite de gaz sous la maison.
Kimura survit, et elle retrouve X-23 à l'Institut Xavier. Elle a pour mission de capturer la jeune Cessily Kincaid / Mercury. Elle réussit, blessant X-23 au passage. Mercury est délivrée par Hellion et X-23. Dans l'affrontement avec Kimura, le jeune mutant propulse télékinetiquement la tueuse à plusieurs kilomètres,. Revenue à l'Institut, elle essaye de nouveau d'éliminer X-23. Mais la télépathe Emma Frost détecte sa présence, la paralyse, et la reconditionne mentalement pour que ces cibles soient les agents de la Facility,.

## Pouvoirs, capacités et équipement
Kimura possède une peau très dense, résistant même à l'adamantium, qui la rend invulnérable. Elle possède de solides connaissances en combat rapproché. Elle utilise divers types d'armement comme des grenades, des pistolets-mitrailleurs, et une arbalète avec laquelle elle excelle.